# Synallaxis erythrothorax
Synallaxis erythrothorax е вид птица от семейство Furnariidae.

## Разпространение
Видът е разпространен в Белиз, Гватемала, Мексико, Салвадор и Хондурас.